# Осој (Кичево)
Осој (мкд. Осој) је насеље у Северној Македонији, у западном делу државе. Осој припада општини Кичево.

## Географија
Насеље Осој је смештено у западном делу Северне Македоније. Од најближег већег града, Кичева, насеље је удаљено 4 km северозападно.
Осој се налази у историјској области Кичевија, око града Кичева. Село се сместило на југозападним падинама планине Бистре, док се југоисточно од насеља пружа Кичевско поље. Надморска висина насеља је приближно 670 метара.
Клима у насељу, и поред знатне надморске висине, има жупне одлике, па је пре умерено континентална него планинска.

## Историја
У месту је између 1868-1874. године (или до 1877) радила српска народна школа.
Према подацима из 1873. године, у селу је било 12 домаћинстава и 36 становника, од којих су сви били хришћанске вероисповести. Према подацима Васила Кнчова из 1900. године, у насељу је живело 250 становника (сви хришћанске вероисповести). На етничкој карти Северозападне Македоније израђеној 1929. године Афанасиј Селишчев је приказао Осој као бугарско село.

## Становништво
Осој је према последњем попису из 2002. године имало 593 становника,.
Етнички састав:
| Националност | Укупно       |
| Македонци    | 397 (66,95%) |
| Роми         | 169 (28,50%) |
| Албанци      | 67 (11,30%)  |
| Срби         | 2 (0,34%)    |
| остали       | 28 (4,72%)   |

Претежна вероисповест месног становништва је православље, а мањинска ислам.

## Знаменитости
Археолошки локалитети:
- Јачмиште — гробље из касног средњег века
- Латинска Црква — насеље и гробље из средњег века
- Мићо Костенче — гробље из средњег века
- Раздол — гробље из касног античког доба
- Црквиште — насеље из касног античког доба